# Käseknödel

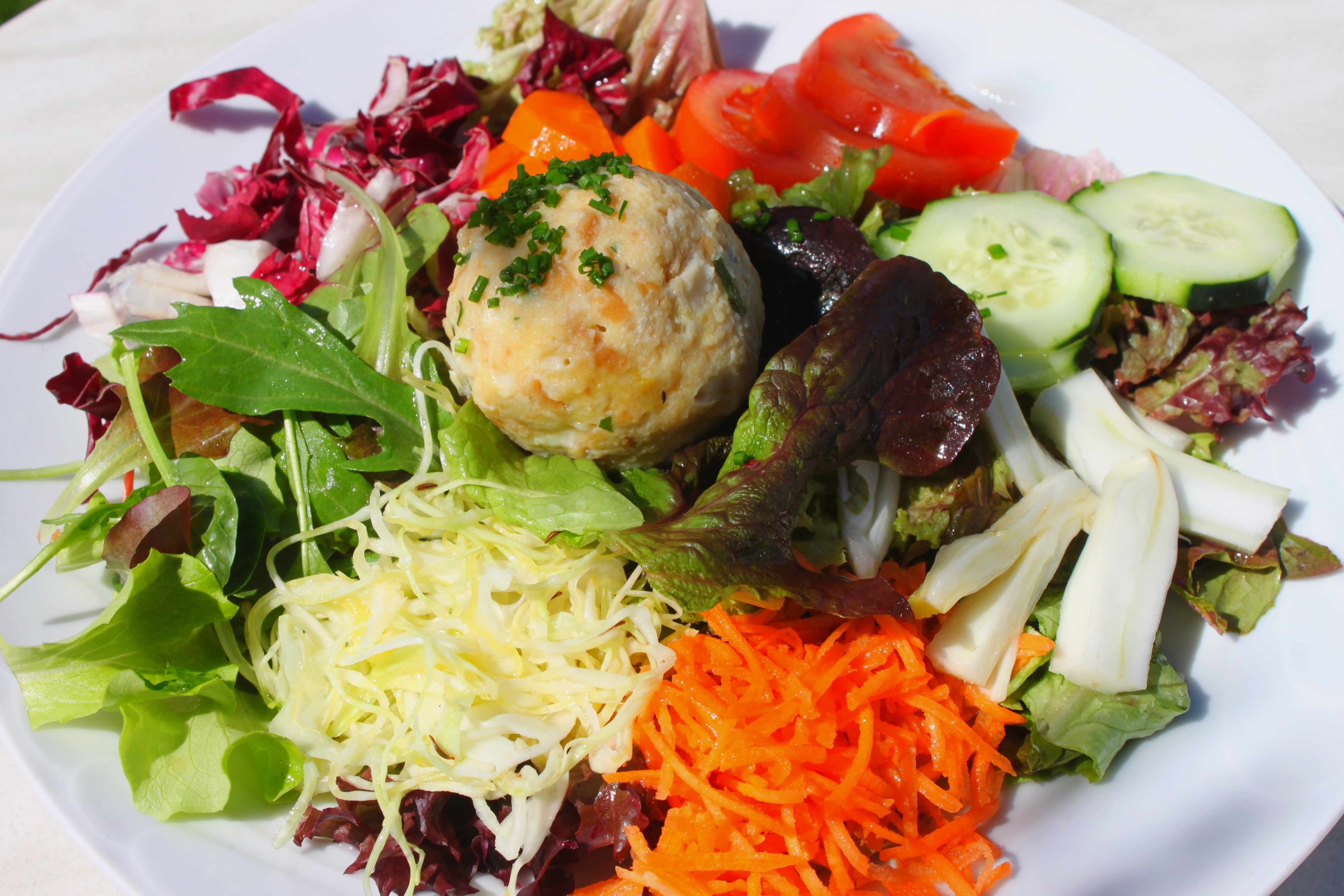
Käseknödel mit gemischtem Salat (2015)

Käseknödel oder Kasknödel (auch Kasknedl) sind eine traditionelle Speise der österreichischen Küche. Insbesondere die Südtiroler Küche kennt eine Vielzahl an Varianten der Kasknödel: Die Grundmasse kann die von Semmelknödel, die von Kartoffelknödeln oder die von Mehlknödeln sein, die mit zerkleinertem Käse vermengt wird. Auch die Grundmassen können jeweils wiederum durch Beifügen von gekochten, passierten Erdäpfeln, Topfen oder gerösteten Zwiebelwürfeln abgewandelt werden.

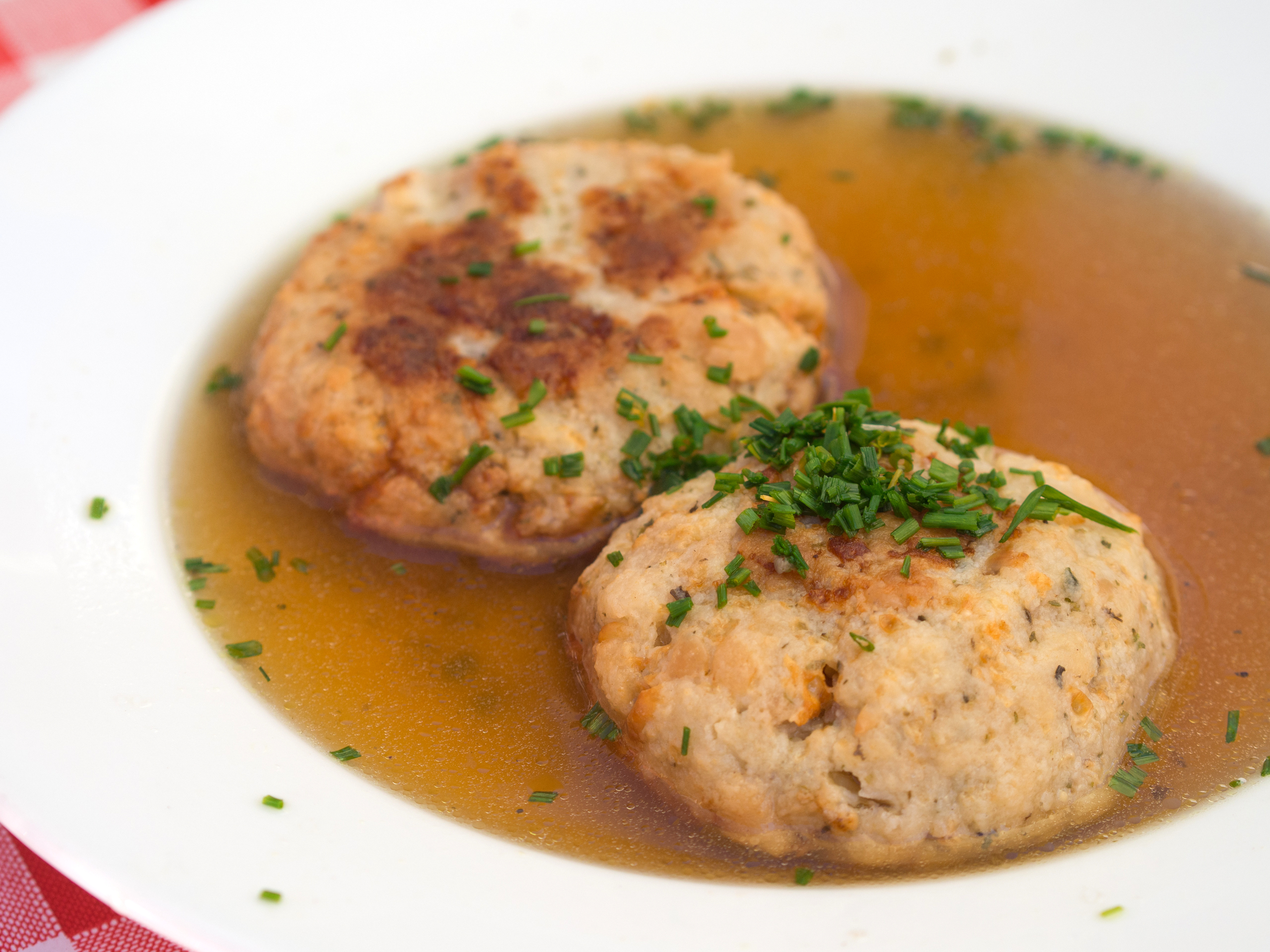
Tiroler Käseknödelsuppe

Je nach Region sind Käseknödelrezepte unter verschiedenen Namen üblich (z. B. Paznauner Kasknödel, Pinzgauer Kasknödel, Walser Käseknödel oder Oberinntaler Kasknödel).

## Zubereitung
Zum Kochen von Käseknödeln verwendet man die von den Semmelknödeln bekannte Grundmasse aus Knödelbrot (altbackenes Weißbrot), Eiern und Milch, optional auch grüne Kräuter wie Petersilie und zusätzlich verschiedene Käsesorten. Dabei wird möglichst ein stark schmeckender Käse wie der Graukäse verwendet. Dazu kommen verschiedene Käsesorten wie Pinzgauer, Tilsiter, Emmentaler, Gruyere oder Bergkäse. Für Mehl-Käseknödel wird das Knödelbrot weggelassen.
Dieser Teig wird dann zu Knödeln geformt (im Südtiroler Dialekt: Knedln drahnen) und dann in Salzwasser je nach Größe 10–20 Minuten gekocht. Eine andere Variante sind Kaspressknödel. Hier wird der Teig zu etwa daumendicken Küchlein geformt und dann mit Fett in der Pfanne gebraten.
Beide Arten werden entweder in Brühe serviert oder mit geriebenem Parmesan und flüssiger Butter, oder mit gerösteten Zwiebelwürfeln oder Bröseln angerichtet.